# Yago (telenovela)
Yago es una telenovela mexicana producida por Carmen Armendáriz para Televisa. Se estrenó el 2 de mayo de 2016 en Estados Unidos por Univision, y culminó el 5 de septiembre de 2016 en UniMás. Está basada en la novela francesa de 1844 titulada El conde de Montecristo de Alexandre Dumas, y a su vez es una adaptación de la serie turca Ezel.
Las grabaciones iniciaron el 18 de enero de 2016 con el nombre de Yago, pasión y venganza, y finalizaron el 19 de julio de 2016. Está protagonizada por Iván Sánchez y Gabriela de la Garza.

## Trama
Omar, es un joven de la Ciudad de México, el cual es traicionado por su novia, Sara y sus dos amigos cercanos, durante un complot del robo de un casino, Omar es incriminado por el asesinato de un vigilante y de dicho robo, por culpa de sus amigos y su novia. Tras ser encarcelado injustamente durante 11 años, durante un motín que ocurre en la prisión donde reside, su rostro termina siendo desfigurado y ahí es cuando se hace pasar por muerto, para así poder someterse a una cirugía plástica para alterar su apariencia y así comenzar su venganza bajo su nueva identidad, Yago.

## Reparto

### Principales
- Iván Sánchez como Yago Vila
- Gabriela de la Garza como Sara Madrigal
- Flavio Medina como Lucio Sarquis
- Pablo Valentín como Abel Cruces Pérez
- Manuel Ojeda como Damián Madrigal Ríos
- Patricio Castillo como Fidel Yampolski
- Rosa María Bianchi como Carmelina López
- Juan Carlos Colombo como Jonás Guerrero
- Karina Gidi como Selma Aramburu de Yampolski
- Mario Zaragoza como Camilo Michell
- Sophie Alexander como Katia Macouzet
- Ximena Romo como Ámbar Madrigal
- Ricardo Leguízamo como Teo
- Adrián Alonso como Bruno Guerrero
- Fernanda Arozqueta como Alejandra Bautista
- Cassandra Sánchez Navarro como Ximena Saide Galván
- Jade Fraser como Julia Michell / Fabiana Yampolski
- Francisco Pizaña como Omar Guerrero

### Recurrentes
- Enoc Leaño como Tomás Vargas
- Ramiro Cid como Matías
- Pakey Vázquez como Hernán
- Marcela Morett como Daniela Cuevas
- Marina Marín como Eréndira
- Ana Jimena Villanueva como Selma

## Premios y nominaciones

### Premios TVyNovelas 2017
| Categoría             | Persona              | Resultado |
| --------------------- | -------------------- | --------- |
| Mejor serie           | Carmen Armendáriz    | Nominada  |
| Mejor actriz de serie | Gabriela de la Garza | Nominada  |
| Mejor actor de serie  | Iván Sánchez         | Nominado  |